# 巴嘎对囊蕨
巴嘎对囊蕨（学名：Deparia acuta var. bagaensis）也称为巴嘎蛾眉蕨，为蹄盖蕨科对囊蕨属下的一个变种。